# Jia Yifan
Dans ce nom chinois, le nom de famille, Jia, précède le nom personnel.
Jia Yifan (chinois simplifié : 贾一凡, pinyin : Jiǎ Yīfán), née le 29 juin 1997, est une joueuse de badminton chinoise. 
En 2017, elle remporte la médaille d'or lors des championnats du monde en double dames avec sa partenaire Chen Qingchen,.

## Palmarès

### Jeux olympiques
Lors des Jeux olympiques d'été de 2020 à Tokyo, elle remporte la médaille d'argent en double dames, associée à Chen Qingchen. Elles s'inclinent en finale contre les indonésiennes Greysia Polii et Apriyani Rahayu.

### Championnats du monde
Lors des Championnats du monde 2017, elle remporte la médaille d'or en double dames, associée à Chen Qingchen.

### Championnats du monde par équipes
Jia Yifan fait partie de l'équipe féminine chinoise d'Uber Cup lors de l'édition 2018. La Chine est éliminée en demi-finale par la Thaïlande et obtient donc la médaille de bronze. Associée à Chen Qingchen, Jia Yifan dispute 4 matches au cours de cette compétition, pour autant de victoires.
Lors du Championnat du monde par équipes mixtes 2017 (Sudirman Cup), Jia Yifan dispute 3 doubles dames avec Chen Qingchen. La Chine s'incline 3 à 2 en finale contre la Corée du Sud.
| Année | Tournoi                         | Catégorie                | Partenaire     | Résultat  |
| ----- | ------------------------------- | ------------------------ | -------------- | --------- |
| 2023  | Open de Singapour               | Super 750                | Chen Qingchen  | Vainqueur |
| 2022  | Open du Danemark                | Super 750                | Chen Qingchen  | Vainqueur |
| 2022  | Masters de Malaisie             | Super 500                | Chen Qingchen  | Vainqueur |
| 2022  | Masters d'Indonésie             | Super 500                | Chen Qingchen  | Vainqueur |
| 2018  | Open de Malaisie                | Super 750                | Chen Qingchen  | Finaliste |
| 2018  | Masters de Malaisie             | Super 500                | Chen Qingchen  | Finaliste |
| 2017  | Open de Hong Kong               | BWF Super Series         | Chen Qingchen  | Vainqueur |
| 2017  | Open de Chine                   | BWF Super Series Premier | Chen Qingchen  | Vainqueur |
| 2017  | Open d'Indonésie                | BWF Super Series Premier | Chen Qingchen  | Vainqueur |
| 2017  | Open de Suisse                  | BWF Grand Prix Gold      | Chen Qingchen  | Vainqueur |
| 2017  | Masters de Thaïlande            | BWF Grand Prix Gold      | Chen Qingchen  | Vainqueur |
| 2016  | Dubai World Super Series Finals | Finales des Masters      | Chen Qingchen  | Vainqueur |
| 2016  | Open de France                  | BWF Super Series         | Chen Qingchen  | Vainqueur |
| 2016  | Open de Macao                   | BWF Grand Prix Gold      | Chen Qingchen  | Vainqueur |
| 2016  | Bitburger Open                  | BWF Grand Prix Gold      | Chen Qingchen  | Vainqueur |
| 2016  | Masters de Chine                | BWF Grand Prix Gold      | Chen Qingchen  | Finaliste |
| 2015  | Open du Brésil                  | BWF Grand Prix           | Chen Qingchen  | Vainqueur |
| 2014  | Open GPG d'Inde                 | BWF Grand Prix Gold      | Chen Qingchen  | Vainqueur |
| 2013  | Masters d'Indonésie             | BWF Grand Prix Gold      | Huang Dongping | Finaliste |

## Parcours junior
Chen Qingchen est multiple championne du monde junior et championne d'Asie.
| Année     | Épreuve       | Partenaire     | Résultat |
| --------- | ------------- | -------------- | -------- |
| 2013 (en) | Double filles | Huang Dongping | Bronze   |
| 2013 (en) | Par équipes   | -              | Bronze   |
| 2014 (en) | Double filles | Chen Qingchen  | Or       |
| 2014 (en) | Par équipes   | -              | Or       |
| 2015 (en) | Double dames  | Chen Qingchen  | Or       |
| 2015 (en) | Par équipes   | -              | Or       |

| Année     | Épreuve       | Partenaire     | Résultat |
| --------- | ------------- | -------------- | -------- |
| 2013 (en) | Double filles | Huang Dongping | Or       |
| 2013 (en) | Par équipes   | -              | Or       |
| 2014 (en) | Double filles | Chen Qingchen  | Or       |
| 2014 (en) | Par équipes   | -              | Or       |
| 2015 (en) | Double filles | Chen Qingchen  | Argent   |
| 2015 (en) | Par équipes   | -              | Or       |